# 罗水乡
罗水乡，是中华人民共和国湖南省张家界市永定区下辖的一个乡镇级行政单位。

## 行政区划
罗水乡下辖以下地区：
大明村、芭蕉村、龙凤村、罗水村、云朝山村、白竹村、官庄村、马鞍村和中南村。